# Paul Sonntag (Verwaltungsjurist)
Paul Sonntag (* 24. Mai 1900 in Göppingen; †  15. März 1988 in Marktoberdorf im Allgäu) war ein deutscher Verwaltungsjurist und Landrat.

## Leben
Paul Sonntag machte das Abitur auf dem zweiten Bildungsweg und studierte Rechtswissenschaften an der Eberhard Karls Universität Tübingen. Nach dem Großen juristischen Staatsexamen erhielt er eine Anstellung als Regierungsassessor. Im Juli 1936 zum Regierungsrat ernannt, kam er zum Bezirksamt Münsingen und im Juli 1938 zum Bezirksamt Tübingen, bevor er zum Reichsgau Kärnten abgeordnet wurde. Im September 1939 zum kommissarischen Landrat des Landkreises Lohr ernannt, nahm er die Funktion des Landrats definitiv am 1. Februar 1940 ein. Bereits im November des Jahres wurde er zum Landrat des Landkreises Kempten ernannt. Dieses Amt hatte er bis zu seiner Absetzung im Mai 1945 inne. 
Am 1. Mai 1932 war Sonntag in die NSDAP eingetreten. Die Quellenlage gibt über ein Entnazifizierungsverfahren keine Aufschlüsse. Da er beim Regierungspräsidium in Südwürttemberg-Hohenzollern als Referatsleiter wieder Verwendung fand, ist davon auszugehen, dass er den Status entlastet oder minderbelastet erhalten hat.
Am 15. April 1953 wurde er zum Oberregierungsrat ernannt.